# 양표
양표(楊彪, 142년 ~ 225년)는 중국 후한 말 ~ 조위의 정치가로, 자는 문선(文先)이며 사례 홍농군 화음현(華陰縣) 사람이다.
양표의 집안은 “사세대위”라고 하는 명문가이다. 전한 초기때의 유방의 신하였던 적천후(赤泉侯) 양희와 소제(昭帝)때의 승상 안평후(安平侯) 양창의 자손이며, 양진의 증손, 임진후(臨晋侯) 양사의 아들, 양수의 아버지이다. 가족으로는 아들 양수, 손자 양효가 있다. 아내는 원술의 여동생이다.

## 가계

### 관련 인물
양병　양수　양염　양제　양준　양지　양진
| 전임 동탁 | 제65대 후한의 사공 189년 음력 9월 병술일(10월 10일) ~ 189년 음력 12월 무술일 | 후임 순상 |

| 전임 황완 | 제57대 후한의 사도 189년 음력 12월 무술일 ~ 190년 음력 2월 을해일(1월 27일) | 후임 왕윤 |

| 전임 순우가 | 제69대 후한의 사공 192년 음력 9월 갑신일 ~ 193년 음력 10월 신축일 | 후임 조온 |

| 전임 주준 | 제74대 후한의 태위 194년 음력 7월 무오일 ~ 196년 음력 9월 | 후임 가후 |

| 전임 아버지 임진문열후 양사 | 후한의 임진후 185년 ~ 206년 | 후임 (봉국 폐지) |